# Список умерших в 1392 году

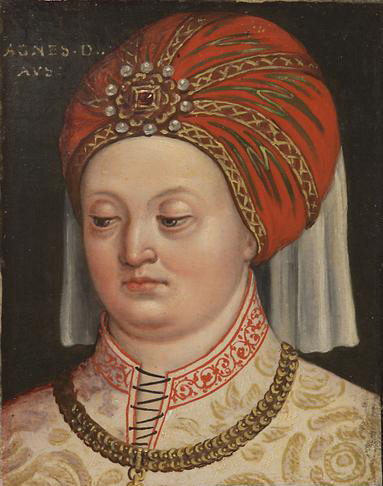
Агнесса Австрийская

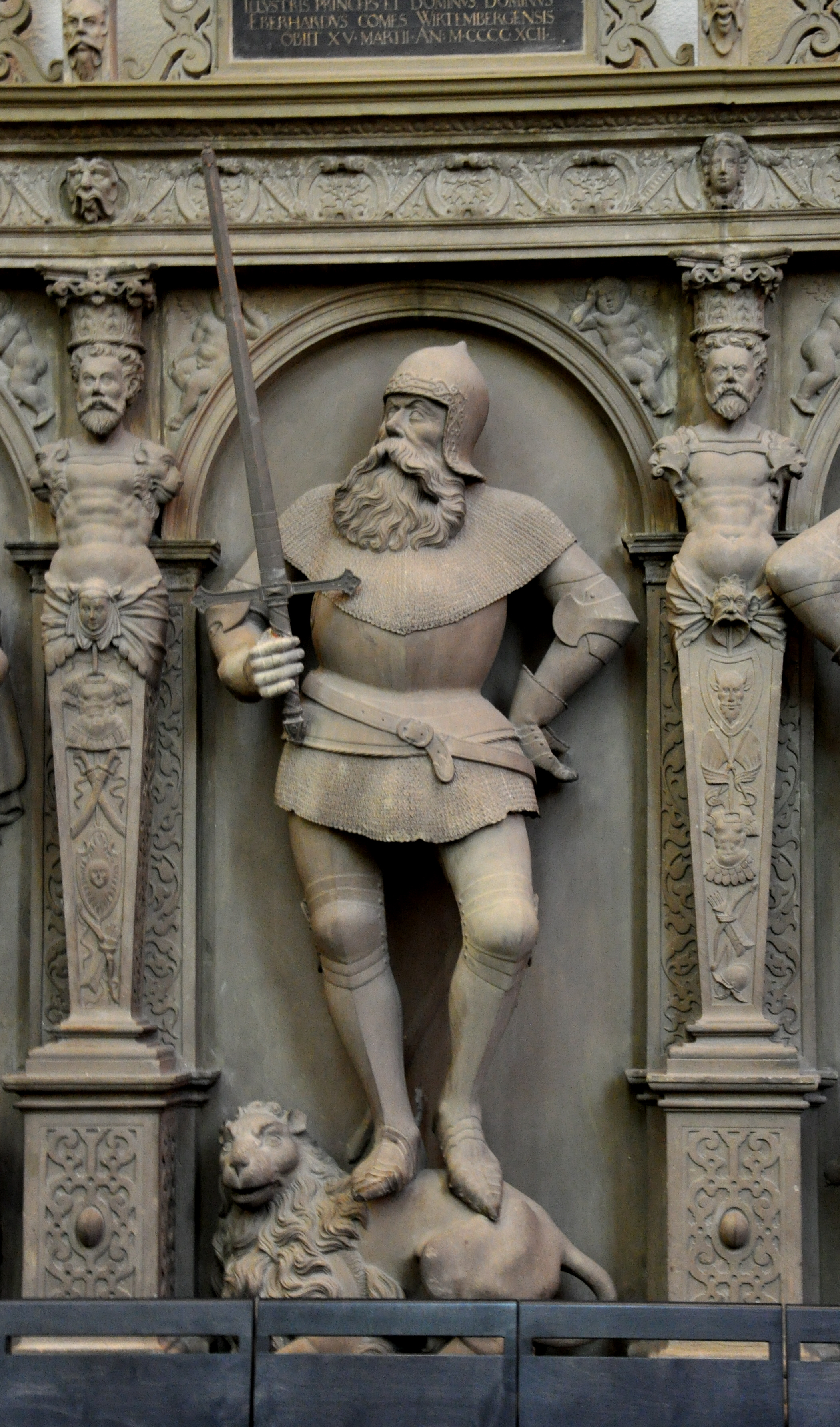
Эберхард II

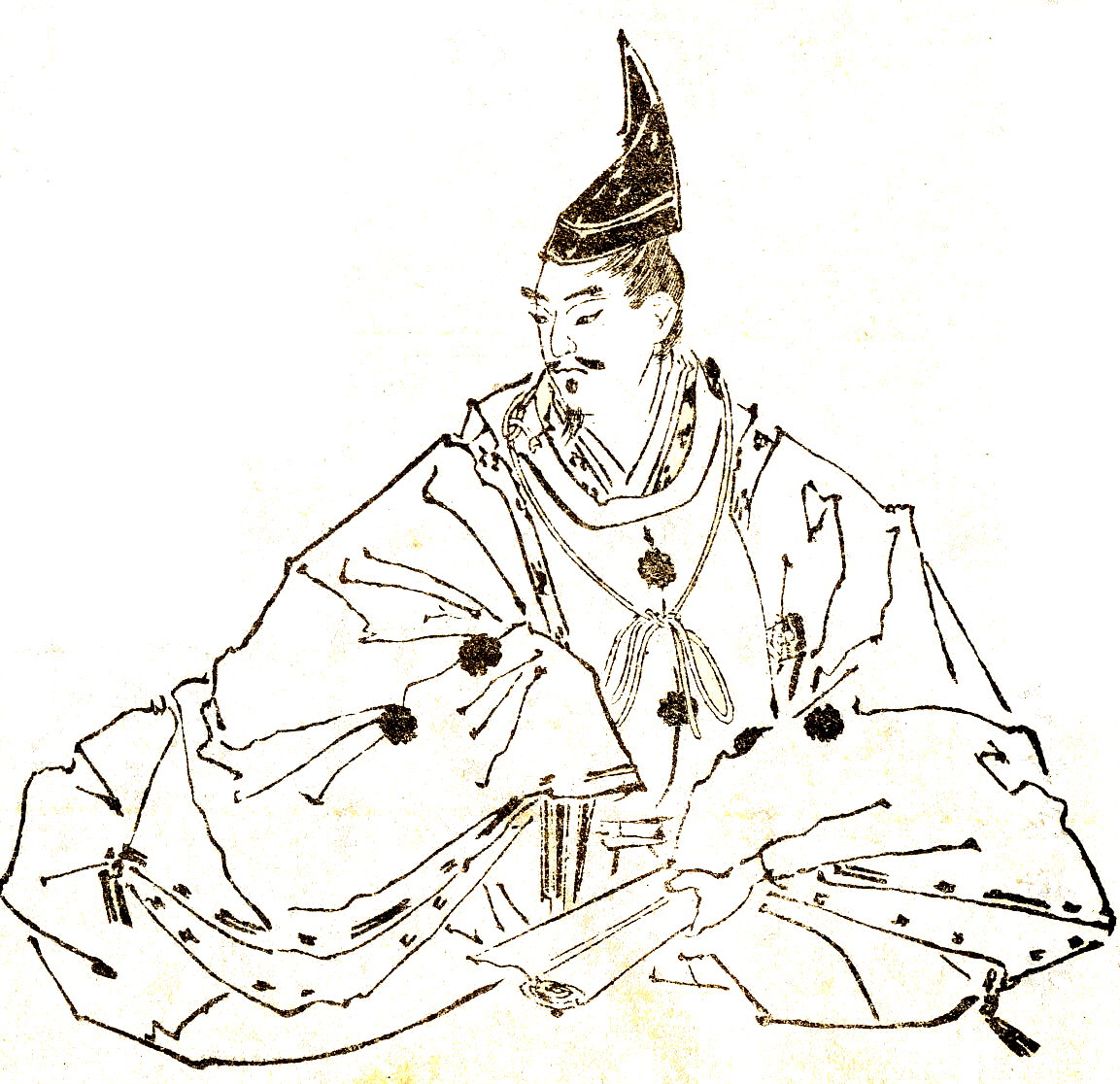
Хосокава Ёриюки

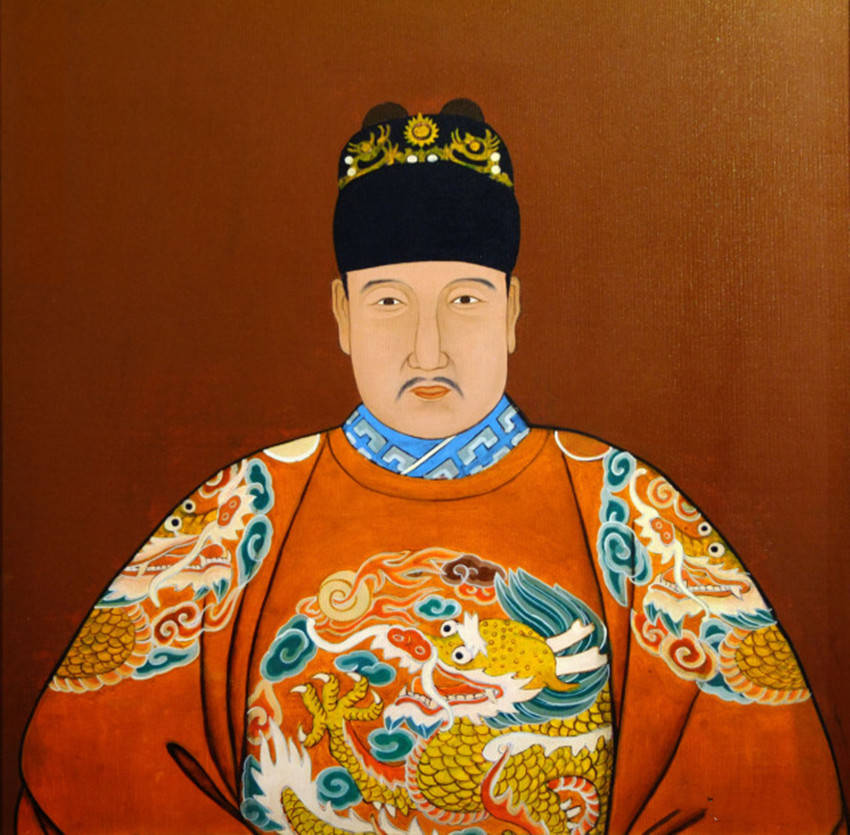
Чжу Бяо

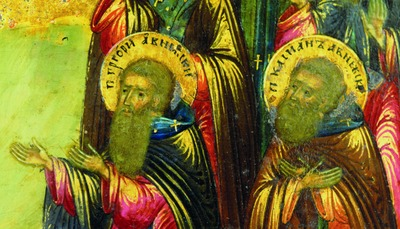
Григорий и Кассиан Авнежские

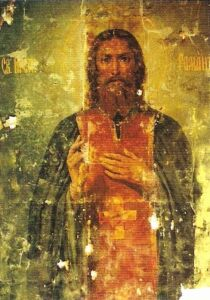
Роман Киржачский

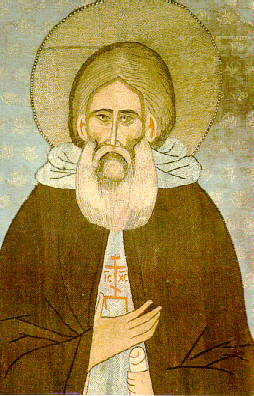
Сергий Радонежский

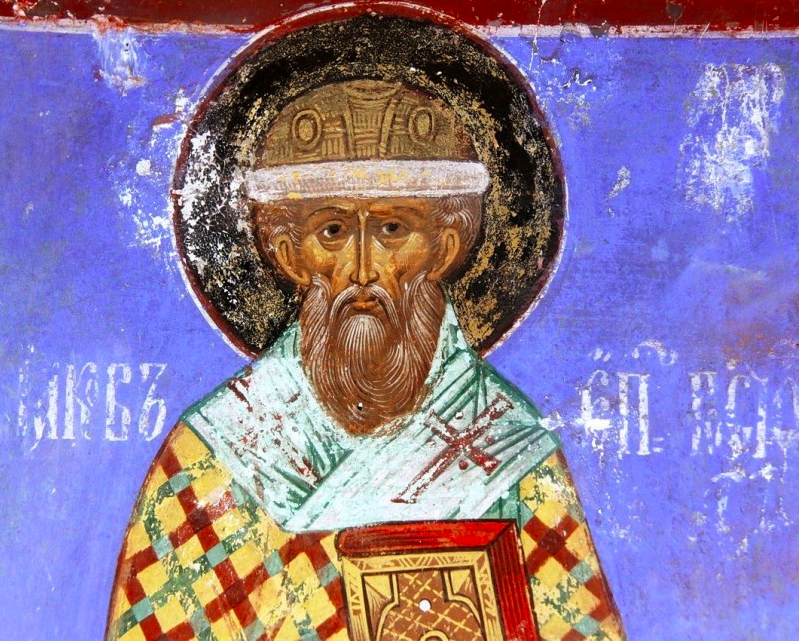
Иаков Ростовский

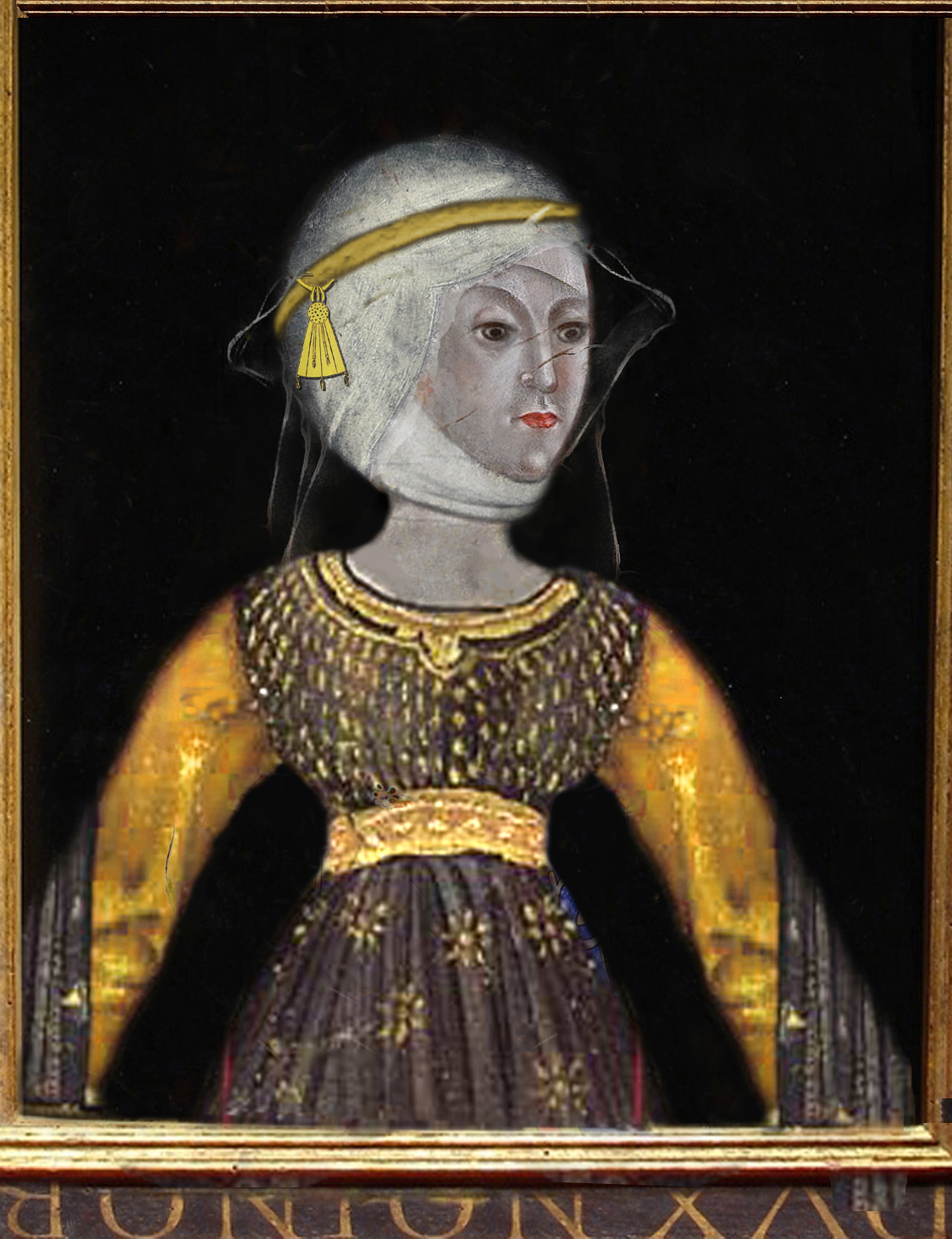
Изабелла Кастильская, герцогиня Йоркская

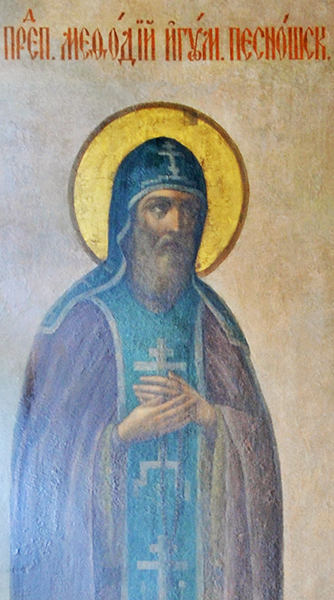
Мефодий Пешношский

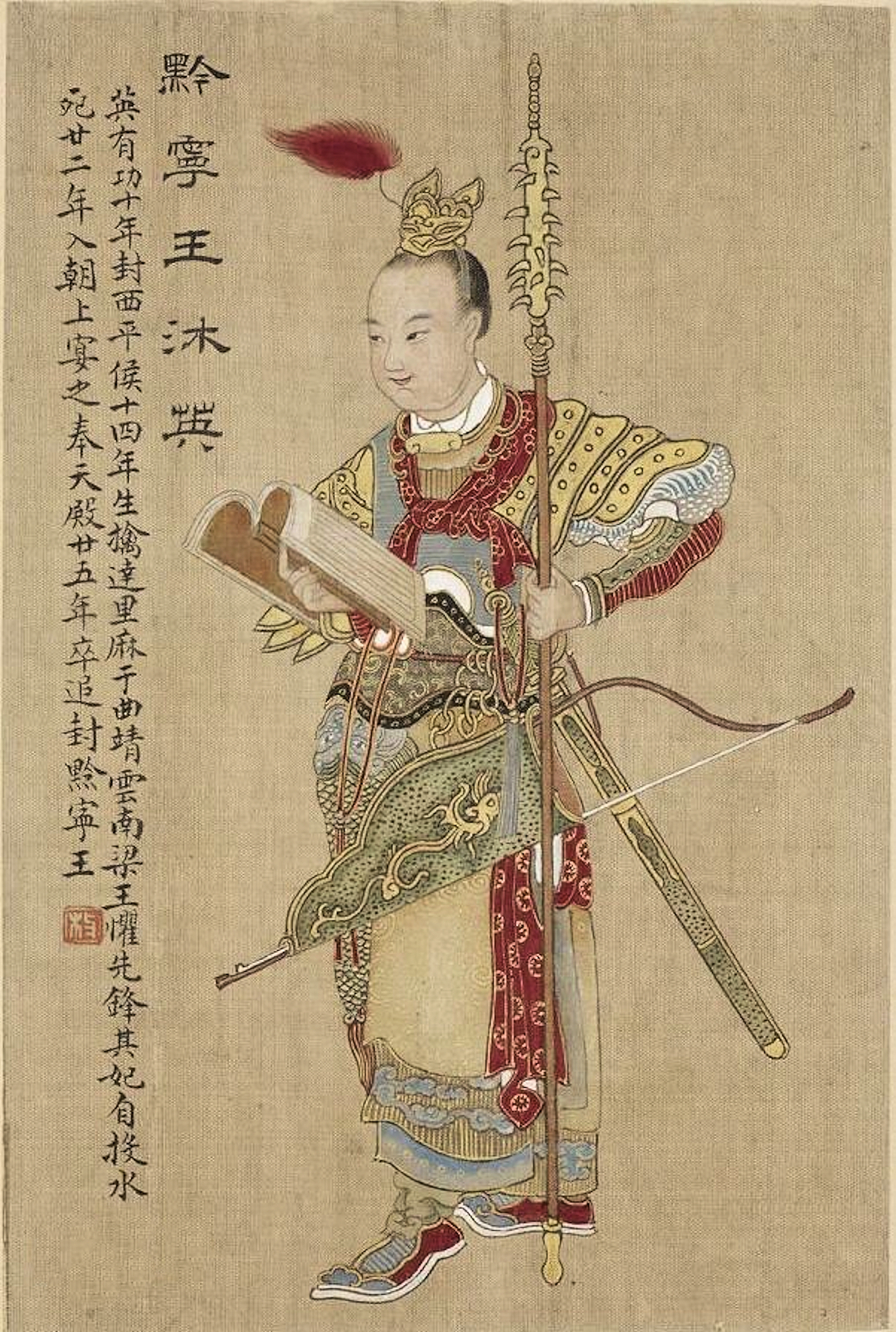
Му Ин

В этой статье представлен список известных людей, умерших в 1392 году.
См. также: Категория:Умершие в 1392 году

## Январь
- 12 января — Ян Радлица — польский римско-католический и государственный деятель, канцлер великий коронный (1380—1386), епископ краковский (1382—1392).

## Февраль
- 2 февраля — Агнесса Австрийская — немецкая принцесса из дома Габсбургов, жена князя Свидницкого Болеслава II (1309/1312—1368), последняя владетельная княгиня Свидницкая, Яворская и Львувецкая (1368—1392).
- 18 февраля — Симон де Руси — граф Брены, сеньор Турнанфюи и Вильбеона (1385—1392), граф де Руси из рода Пьерпон.

## Март
- 15 марта — Эберхард II — граф Вюртемберга (1344—1392)
- 25 марта — Хосокава Ёриюки — японский политический деятель и полководец периода Намбокутё. Канрэй сёгуната Муромати (1368—1379)
- Пьер — граф Женевы (1369—1392), граф Водемон и сеньор де Жуанвиль (на правах жены) (1374—1392).

## Май
- 17 мая — Чжу Бяо (36) — наследный принц династии Мин (1368—1392), старший сын первого минского императора Чжу Юаньчжана.
- Александр Невилл — архиепископ Йоркский (1374—1388).

## Июнь
- 15 июня:
  - Григорий Авнежский — преподобномученик Русской православной церкви; убит;
  - Кассиан Авнежский — преподобномученик Русской православной церкви; убит.

## Июль
- 4 июля — Томас де Стаффорд — 4-й барон Стаффорд, 3-й граф Стаффорд, 4-й барон Одли (1386—1392).

## Август
- 11 августа — Роман Киржачский — православный монах, ученик преподобного Сергия Радонежского, совместно с которым основал Благовещенский Киржачский монастырь.
- 19 августа — Вильгельм Целе — граф Цельский (1385—1392); убит

## Сентябрь
- 25 сентября — Сергий Радонежский — игумен Русской церкви, основатель ряда монастырей, в том числе Свято-Троицкого монастыря под Москвой (ныне Троице-Сергиева лавра). С XV века почитается Русской православной церковью святым в лике преподобных.

## Октябрь
- 3 октября — Юсуф аль-Мустагани — эмир Гранады из династии Насридов; убит.

## Ноябрь
- 22 ноября — Роберт де Вер (30) — английский аристократ и военачальник, 9-й граф Оксфорд (1371—1388), первый и единственный  маркиз Дублин (1385—1386), первый и единственный герцог Ирландии (1386—1388), лорд великий камергер Англии (1371—1388), кавалер ордена Подвязки (1384), фаворит и советник короля Англии Ричарда II; умер в изгнании.
- 27 ноября — Иаков — епископ Русской церкви, епископ Ростовский (1386—1390), почитается в лике святителей.

## Декабрь
- 14 декабря — Джон де Грей — английский аристократ, 3-й барон Грей из Коднора (1335—1392), кавалер ордена Подвязки.
- 23 декабря — Изабелла Кастильская, герцогиня Йоркская — младшая дочь короля Кастилии и Леона Педро I от его любовницы Марии Падильи, герцогиня-консорт Йоркская (1372—1392), супруга Эдмунда Лэнгли, 1-го герцога Йоркского.

## Дата неизвестна или требует уточнения
- Михаил Адванец, польский шляхтич герба Абданк.
- Ариф Ардебили — поэт из Азербайджана (область на северо-западе Ирана), писал на персидском языке, был придворным поэтом при дворе ширваншаха Кейкавус ибн Кейкубада.
- Влатко Вукович — боснийский воевода, великий воевода Хума (1388—1392)
- Гуччо Гуччи — флорентийский шерстодел, купец и политический деятель, пятикратный член сеньории (1357, 1362, 1365, 1368 и 1372), Гонфалоньер справедливости (1368), один из восьми членов Военного совета во время Войны восьми святых.
- Давид Дмитриевич Городецкий — князь городецкий (1382—1392).
- Джиержи Топия — правитель княжества Албания (1388—1392).
- Евфимий (Вислень) — лишённый сана епископ Русской православной церкви, епископ Тверской (1374—1386).
- Жан де Дуэ, шателен Дуэ (с 1355) (с 1368 — по правам жены), сеньор де Васкеаль.
- Аз-Заркаши — египетский мусульманский учёный-богослов, правовед (факих), юрист (усули), хадисовед (мухаддис) и историк.
- Ладислав I Лошонци — крупный венгерский барон, граф секеев (1373—1376), воевода Трансильвании (1376—1385, 1386—1392).
- Лал-дэд — средневековая индийская поэтесса, одна из первых авторов, писавших на языке кашмири
- Иэн Сиар Маклауд — глава клана Маклауд (ок. 1370 — ок. 1392).
- Мария д’Энгьен — сеньора Аргоса и Нафплиона (1377—1388), последняя из правителей этого феодального княжества.
- Мефодий Пешношский — монах Русской церкви, основатель Николо-Пешношского монастыря. Святой Русской православной церкви в лике преподобных.
- Му Ин — китайский военачальник и политик во времена династии Мин и приемный сын её основателя, императора Хунъу
- Раймон Роже II де Комменж-Кузеран — виконт Кузерана и ¼ части Брюникеля (1359—1392).